# Volby v Jihoafrické republice 1994
Všeobecné volby v Jihoafrické republice se konaly mezi 26. a 29. dubnem 1994. Šlo o první volby, kterých se mohli zúčastnit občané všech ras, a byly tudíž prvními, které se konaly na základě všeobecného volebního práva. Volby proběhly pod vedením Nezávislé volební komise (IEC) a znamenaly vyvrcholení čtyřletého procesu, který ukončil apartheid.

## Průběh
Miliony lidí stály ve frontách během čtyřdenního hlasovacího období. Dohromady bylo sečteno 19 726 579 hlasů a 193 081 bylo odmítnuto jako neplatných. Jak se všeobecně očekávalo, Africký národní kongres (ANC), drtivě zvítězil a získal 62 procent hlasů. Po volbách ANC vytvořil vládu národní jednoty s Národní stranou a Inkathskou svobodnou stranou. Dosud vládnoucí Národní strana získala jen něco málo přes 20 %, a její lídr a dosavadní prezident De Klerk se stal viceprezidentem.
Datum 27. dubna je nyní v Jižní Africe státním svátkem, Dnem svobody.

## Výsledky

### Národní shromáždění

Složení Národního shromáždění po volbách
Africký národní kongres: 252 mandátů
Národní strana: 82 mandátů
Inkathská svobodná strana: 43 mandátů
Svobodná fronta: 9 mandátů
Demokratická strana: 7 mandátů
Panafrikanistický kongres: 5 mandátů
Africká křesťanská demokratická strana: 2 mandáty

Všech 400 poslanců národního shromáždění bylo zvoleno na základě poměrného systému.
| Strana                                 | Hlasy      | %     | Mandáty |
| -------------------------------------- | ---------- | ----- | ------- |
| Africký národní kongres                | 12 237 655 | 62,65 | 252     |
| Národní strana                         | 3 983 690  | 20,39 | 82      |
| Inkathská svobodná strana              | 2 058 294  | 10,54 | 43      |
| Svobodná fronta                        | 424 555    | 2,17  | 9       |
| Demokratická strana                    | 338 426    | 1,73  | 7       |
| Panafrikanistický kongres              | 243 478    | 1,25  | 5       |
| Africká křesťanská demokratická strana | 88 104     | 0,45  | 2       |
| Ostatní                                | 159 296    | 13,53 | 0       |
| Celkem                                 | 19 533 498 | 100   | 400     |

### Senát
Současně s volbami do Národního shromáždění se konaly volby do orgánů jednotlivých provincií. Ty pak následně zvolily senátory, přičemž každá z 9 provincií zvolila 10 senátorů.
| Strana                    | Provincie       | Provincie     | Provincie | Provincie     | Provincie  | Provincie               | Provincie      | Provincie         | Provincie      | Provincie |
| ------------------------- | --------------- | ------------- | --------- | ------------- | ---------- | ----------------------- | -------------- | ----------------- | -------------- | --------- |
| Strana                    | Východní kapsko | Svobodný stát | Gauteng   | KwaZulu-Natal | Mpumalanga | Severozápadní provincie | Severní kapsko | Severní provincie | Západní kapsko | Celkem    |
| Africký národní kongres   | 9               | 8             | 6         | 3             | 8          | 8                       | 5              | 10                | 3              | 60        |
| Národní strana            | 1               | 1             | 2         | 1             | 1          | 1                       | 4              | 0                 | 6              | 17        |
| Inkathská svobodná strana | 0               | 0             | 0         | 5             | 0          | 0                       | 0              | 0                 | 0              | 5         |
| Svobodná fronta           | 0               | 1             | 1         | 0             | 1          | 1                       | 1              | 0                 | 0              | 5         |
| Demokratická strana       | 0               | 0             | 1         | 1             | 0          | 0                       | 0              | 0                 | 1              | 3         |
| Celkem                    | 10              | 10            | 10        | 10            | 10         | 10                      | 10             | 10                | 10             | 90        |

### Prezident
Nově zvolené Národní shromáždění 9. května zvolilo předsedu Afrického národního kongresu Nelsona Mandelu prezidentem bez protikandidáta. Funkce se ujal složením přísahy následujícího dne, 10. května 1994.